# Cándido Ramírez
Cándido Saúl Ramírez Montes (ur. 5 czerwca 1993 w Leónie) – meksykański piłkarz występujący na pozycji lewego skrzydłowego, reprezentant Meksyku.

## Kariera klubowa
Ramírez pochodzi z miasta León i jest wychowankiem akademii juniorskiej tamtejszego zespołu Club León. Po odejściu z tej ekipy, jeszcze jako nastolatek, reprezentował natomiast barwy czwartoligowych drużyn – Atlético San Francisco, Zapateros Garra Leonesa oraz Unión León. Jego udane występy zaowocowały transferem do występującego w najwyższej klasie rozgrywkowej zespołu Santos Laguna z siedzibą w Torreón. W meksykańskiej Primera División zadebiutował za kadencji trenera Benjamína Galindo, 11 grudnia 2011 w przegranym 1:3 meczu z Tigres UANL i w tym samym, jesiennym sezonie Apertura 2011 zdobył tytuł wicemistrza kraju. Pół roku później, podczas wiosennych rozgrywek Clausura 2012, wywalczył natomiast z Santosem Laguna mistrzostwo Meksyku, pełniąc jednak niemal wyłącznie funkcję rezerwowego. Wówczas także dotarł do finału najbardziej prestiżowych rozgrywek kontynentu – Ligi Mistrzów CONCACAF. Premierowego gola w lidze meksykańskiej strzelił 3 października 2012 w wygranej 2:1 konfrontacji z Atlasem, zaś w 2013 roku po raz drugi z rzędu doszedł do finału północnoamerykańskiej Ligi Mistrzów.
Latem 2013 Ramírez został wypożyczony do ekipy Pumas UNAM ze stołecznego miasta Meksyk, w ramach rozliczenia za transfer Eduardo Herrery. Tam spędził kolejne sześć miesięcy bez większych sukcesów, nie potrafiąc wywalczyć sobie pewnego miejsca w pierwszym składzie, po czym przeniósł się do zespołu CF Monterrey. W barwach tej drużyny również pełnił głównie rolę rezerwowego dla graczy takich jak Edwin Cardona czy Dorlan Pabón i jako zmiennik zdobył wicemistrzostwo Meksyku w sezonie Clausura 2016. Bezpośrednio po tym udał się na wypożyczenie do zespołu Club Atlas z siedzibą w Guadalajarze.
| Sezon     | Klub                    | Kraj   | Rozgrywki        | Mecze | Bramki |
| --------- | ----------------------- | ------ | ---------------- | ----- | ------ |
| 2008/2009 | Atlético San Francisco  | Meksyk | Tercera División | 23    | 11     |
| 2009/2010 | Zapateros Garra Leonesa | Meksyk | Tercera División | 33    | 17     |
| 2010/2011 | Unión León              | Meksyk | Tercera División | 36    | 17     |
| 2011/2012 | Santos Laguna           | Meksyk | Liga MX          | 18    | 0      |
| 2012/2013 | Santos Laguna           | Meksyk | Liga MX          | 26    | 1      |
| 2013/2014 | Pumas UNAM              | Meksyk | Liga MX          | 10    | 0      |
| 2013/2014 | CF Monterrey            | Meksyk | Liga MX          | 9     | 1      |
| 2014/2015 | CF Monterrey            | Meksyk | Liga MX          | 26    | 2      |
| 2015/2016 | CF Monterrey            | Meksyk | Liga MX          | 19    | 0      |
| 2016/2017 | Club Atlas              | Meksyk | Liga MX          |       |        |

## Kariera reprezentacyjna
W 2012 roku Ramírez został powołany przez Luisa Fernando Tenę do reprezentacji Meksyku U-23 na prestiżowy towarzyski Turniej w Tulonie. Tam był jednym z ważniejszych zawodników swojej drużyny, rozgrywając dla niej trzy na pięć możliwych spotkań (wszystkie w wyjściowym składzie) i dwukrotnie wpisał się na listę strzelców – w półfinałowej konfrontacji z Holandią (4:2) oraz w finale z Turcją (3:0). Został również wybrany najlepszym piłkarzem spotkania finałowego, zaś Meksykanie triumfowali wówczas w rozgrywkach po wspomnianym zwycięstwie nad Turkami.
W 2013 roku Ramírez wziął udział w kolejnym Turnieju w Tulonie, tym razem w barwach reprezentacji Meksyku U-20 prowadzonej przez Sergio Almaguera. Tam zanotował jednak gorszy występ niż przed rokiem – wystąpił w dwóch z czterech meczów (z czego w jednym w pierwszej jedenastce). Meksykanie również spisali się gorzej niż podczas poprzedniej edycji rozgrywek; z bilansem zwycięstwa, dwóch remisów i porażki zajęli niepremiowane awansem do dalszych gier trzecie miejsce w liczącej pięć zespołów grupie.
W seniorskiej reprezentacji Meksyku Ramírez zadebiutował za kadencji selekcjonera Juana Carlosa Osorio, 10 lutego 2016 w wygranym 2:0 meczu towarzyskim z Senegalem. Cztery miesiące później został powołany na jubileuszową edycję turnieju Copa América, rozgrywaną na amerykańskich boiskach, lecz nie rozegrał tam żadnego spotkania, a Meksyk odpadł z imprezy w ćwierćfinale po porażce z Chile (0:7).